# Opoziție (astronomie)
Opoziție, în astronomie și astrologie, este momentul depărtării maxime, ca poziție aparentă pe sfera cerească, a două corpuri cerești.
Momentul apropierii maxime aparente a două corpuri cerești este numit conjuncție.
În general, corpurile cerești considerate sunt Soarele, Luna și planetele. Datorită faptului că unghiurile dintre planele orbitelor planetelor și Lunii sunt foarte mici, traiectoriile aparente ale planetelor și Lunii sunt foarte apropiate de ecliptică. În consecință, opoziția este, cu aproximație bună, momentul în care diferența dintre longitudinile ecliptice ale celor două corpuri este de 180°.
Opoziția Lunii cu Soarele corespunde fazei numite lună plină și poate duce la o eclipsă de Lună.
Planetele inferioare (Mercur și Venus) nu pot fi niciodată în opoziție cu Soarele. Pentru o planetă superioară, momentul opoziției acesteia cu Soarele este aproximativ momentul distanței minime dintre acea planetă și Pământ și, totodată, momentul strălucirii maxime a acesteia.
Durata medie între două opoziții succesive cu Soarele ale Lunii sau ale unei planete superioare este perioada sinodică a Lunii sau a planetei respective.